# BMW Sauber
BMW Sauber – fabryczny zespół firmy BMW, startujący w Formule 1 w latach 2006-2010. Siedziba stajni znajdowała się w Hinwil, a jej dyrektorem był Dr Mario Theissen.

## Historia
Zespół powstał po tym jak BMW odkupiło od Petera Saubera stajnię Sauber, która w Formule 1 startowała nieprzerwanie od sezonu 1993. Decyzja została ogłoszona 22 czerwca 2005 roku Przed sprzedażą zespół był w 37% własnością Petera Saubera, a w 63% Credit Suisse. Docelowo w rękach bawarskiego koncernu znajdowało się około 80% akcji, które stopniowo były sprzedawane przez szwajcarski bank, aż do ostatecznego wyprzedania pod koniec sezonu 2008. Peter Sauber zachował około 20% udziałów.
Do wykupienia szwajcarskiego zespołu przyczyniły się słabe efekty współpracy między bawarskim producentem a stajnią Williams, która trwała od 1999 r. Jednostki napędowe BMW prawie zawsze były uważane za najmocniejsze w stawce, ale samochody Williamsa wydawały się niedopracowane, w wyniku czego zespół nie był w stanie nawiązać bezpośredniej walki o tytuły mistrzowskie z zespołem Scuderia Ferrari, który w tym czasie dominował w Formule 1. To właśnie za sprawą konfliktu pomiędzy dyrektorem BMW Mario Theissenem a Patrickiem Headem (który jest także współwłaścicielem zespołu Williams), ten drugi został odsunięty od projektowania bolidów. W całym okresie współpracy, w sezonach 2000–2005, Williams-BMW odniósł dziesięć zwycięstw (ostatnie podczas Grand Prix Brazylii w sezonie 2004), dwukrotnie zostając wicemistrzem w klasyfikacji konstruktorów (sezony 2002 i 2003).
W pełnej nazwie zespołu (BMW Sauber F1 Team) zachował się wyraz Sauber, który miał być używany tylko do końca 2008 roku lecz okres ten wydłużono do 2009 roku.

### 2006

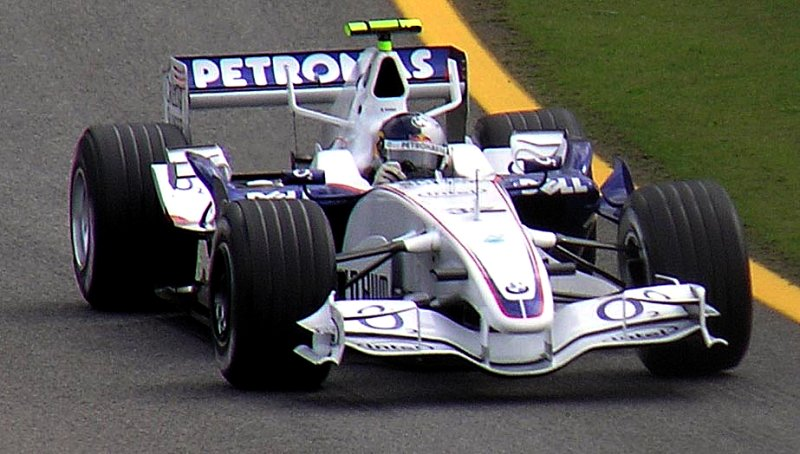
Sebastian Vettel podczas treningów przed GP Brazylii

Na początku debiutanckiego sezonu skład zespołu tworzyli: Nick Heidfeld, który wcześniej jeździł dla Williamsa i Jacques Villeneuve, którego kontrakt został podpisany jeszcze przez Petera Saubera. Rolę kierowcy testowego BMW powierzyło Robertowi Kubicy.
Polak po raz pierwszy wystartował w Grand Prix 6 sierpnia 2006 na torze Hungaroring na Węgrzech zastępując Jacques'a Villeneuve'a. Wyścig ukończył na 7. pozycji zdobywając 2 punkty, jednak podczas kontroli po wyścigu okazało się, że jego bolid był o 2 kg lżejszy niż regulaminowe 605 kg i Kubica został zdyskwalifikowany. 
7 sierpnia 2006 stajnia w porozumieniu z Villeneuve'em rozwiązała z nim kontrakt ze skutkiem natychmiastowym. W tym samym dniu poinformowano, że Robert Kubica zostanie drugim kierowcą na 5 pozostałych wyścigów sezonu 2006. Obowiązki piątkowego testera, które dotychczas pełnił Kubica zgodnie z przewidywaniami przejął 19-letni Sebastian Vettel. 

### 2007

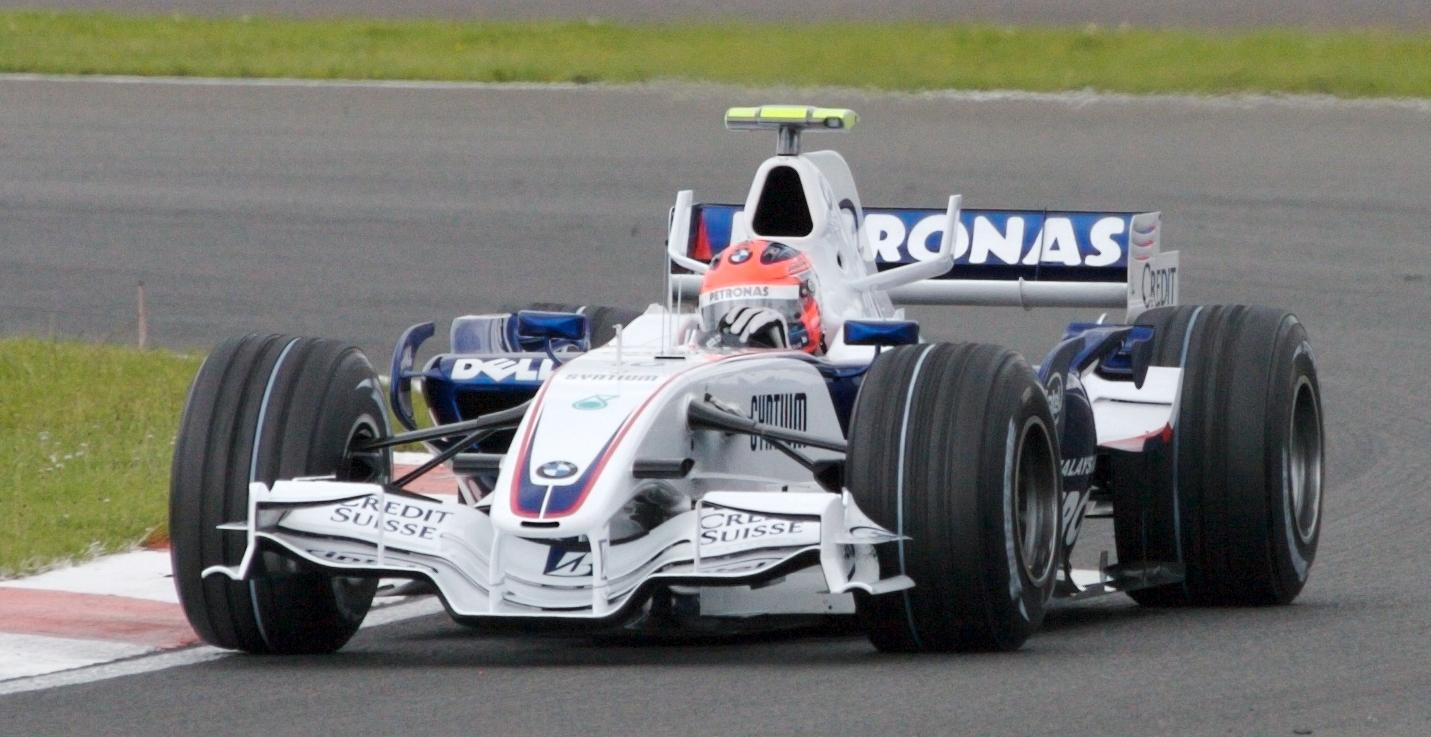
Robert Kubica w F1.07 podczas GP Wielkiej Brytanii

Przed sezonem 2007 zespół nie zmienił swoich głównych kierowców – Heidfeld pozostawał związany kontraktem, a Kubica przedłużył go na okres jednego sezonu. Jedyną zmianą było zatrudnienie drugiego, obok Sebastiana Vettela, kierowcy testowego – Timo Glocka. Jedną z nielicznych zmian wprowadzonych w przerwie pomiędzy sezonami była wymuszona zmiana dostawcy opon na Bridgestone. Podczas wyścigu o Grand Prix Stanów Zjednoczonych na torze Indianapolis Roberta Kubicę zastąpił Sebastian Vettel. Kubica nie otrzymał zezwolenia na start od lekarzy Formuły 1 po swoim groźnie wyglądającym wypadku podczas Grand Prix Kanady na torze w Montrealu. Był to debiut młodego Niemca w roli kierowcy wyścigowego. Skończył wyścig na 8. pozycji, zdobywając tym samym swój pierwszy punkt w karierze w F1.
Prezentację zespołu i nowego samochodu przeprowadzono 16 stycznia 2007 roku w Walencji. Jeszcze tego samego dnia przeprowadzono testy bolidu F1.07. W dniu 31 lipca 2007 kierowca testowy Sebastian Vettel przeszedł do teamu Toro Rosso zastępując Amerykanina Scotta Speeda.

### 2008

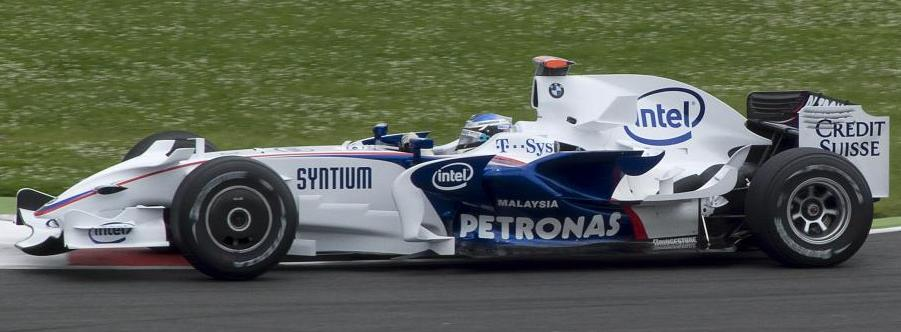
Nick Heidfeld prowadzący F1.08, podczas GP Francji

Prezentacja nowego bolidu – F1.08, odbyła się 14 stycznia 2008 roku w Monachium. Dzień później odbył się pierwszy test na torze w Walencji.
2 lutego 2008 zespół potwierdził iż kierowcami testowymi w sezonie 2008 będą Christian Klien oraz Marko Asmer. Dodatkowo Klien został mianowany kierowcą rezerwowym zespołu. W trzecim wyścigu w sezonie (Grand Prix Bahrajnu) Robert Kubica wraz z zespołem wywalczył pierwsze w historii pole position. 
Podczas Grand Prix Kanady 8 czerwca Robert Kubica zdobył po raz pierwszy dla zespołu pierwsze miejsce w wyścigu. Nick Heidfeld zakończył wyścig na drugiej pozycji, przez co po raz pierwszy na podium triumfował duet kierowców BMW Sauber. Dzięki temu sukcesowi zespół BMW Sauber po raz pierwszy w swojej historii prowadził w klasyfikacji konstruktorów, a Robert Kubica w klasyfikacji kierowców. Mając realne szanse na zwycięską walkę o tytuł mistrzowski w obu klasyfikacjach, kierownictwo zespołu podjęło decyzję o zaprzestaniu rozwoju tegorocznego bolidu na rzecz przyszłorocznego samochodu. BMW Sauber straciło tym samym szansę na nawiązanie równorzędnej walki z Ferrari i McLarenem w drugiej połowie sezonu 2008.

### 2009

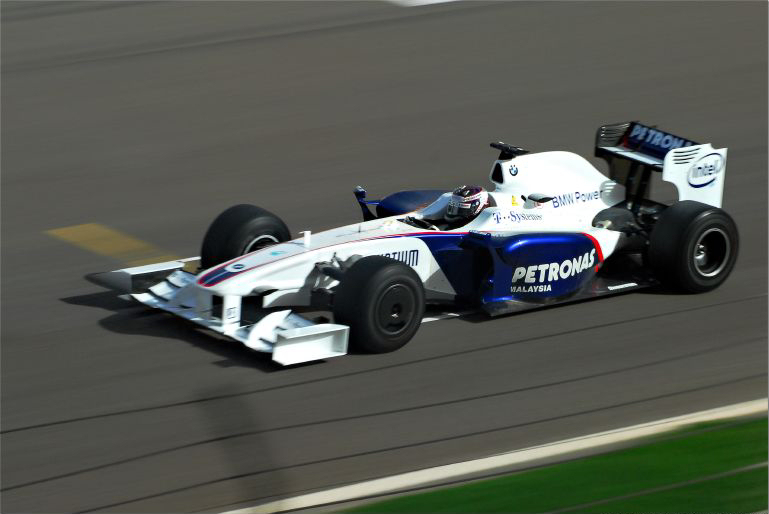
Christian Klien w F1.09, podczas lutowych testów w Bahrajnie

Nowy bolid – F1.09, został zaprezentowany 20 stycznia 2009 roku. Pierwszy oficjalny test odbył się tego samego dnia na torze Circuit Ricardo Tormo w Walencji.
W dniu 29 lipca 2009 zarząd BMW AG ogłosił decyzję o rezygnacji ze startów w Formule 1 po zakończeniu sezonu 2009. Krótko po tej decyzji pojawiły się informacje, że Peter Sauber, mający 20% udziałów w zespole, może wspólnie z koncernem Petronas przejąć zespół.

### 2010
15 września 2009 roku na swojej oficjalnej stronie BMW poinformowało o odsprzedaniu posiadanych przez siebie 80% akcji Qadbak Investments. Do transakcji ostatecznie nie doszło, a BMW zgodziło się na sprzedaż swych udziałów Peterowi Sauberowi. 3 grudnia FIA potwierdziła przyznanie Sauberowi 13. miejsca w stawce. 17 grudnia 2009 Kamui Kobayashi oficjalnie został potwierdzony jako kierowca Saubera w sezonie 2010. 19 stycznia 2010 do wiadomości publicznej podano, że Pedro de la Rosa dołączy do Kobayashiego jako etatowy kierowca w zespole. Podczas prezentacji bolidu na sezon 2010 Peter Sauber ogłosił, że co najmniej do rozpoczęcia sezonu zespół pozostanie przy starej nazwie BMW Sauber, żeby nie stracić pieniędzy z praw do transmisji telewizyjnych z sezonu 2009 i z powodów ustaleń Concorde Agreement. Dnia 14 września 2010 zespół podał do informacji publicznej, że począwszy od Grand Prix Singapuru niemiecki kierowca Nick Heidfeld zastąpił Pedro de la Rosę na stanowisku kierowcy wyścigowego.
Od sezonu 2011 zespół startował jako Sauber F1 Team.
Kierowcy BMW Sauber łącznie zdobyli 6 pucharów za trzecie miejsce, 10 pucharów za drugie i 1 za pierwsze. Łącznie zdobyli ich 17.

## Starty w Formule 1
Źródło: Wyprzedź Mnie!
| Sezon | Nazwa              | Samochód | Silnik             | Opony | Kierowcy                                       | Punkty | Msc. |
| ----- | ------------------ | -------- | ------------------ | ----- | ---------------------------------------------- | ------ | ---- |
| 2006  | BMW Sauber F1 Team | F1.06    | BMW P86 2.4 V8     | M     | Nick Heidfeld Jacques Villeneuve Robert Kubica | 36     | 5    |
| 2007  | BMW Sauber F1 Team | F1.07    | BMW P86/7 2.4 V8   | B     | Nick Heidfeld Robert Kubica Sebastian Vettel   | 101    | 2    |
| 2008  | BMW Sauber F1 Team | F1.08    | BMW P86/8 2.4 V8   | B     | Nick Heidfeld Robert Kubica                    | 135    | 3    |
| 2009  | BMW Sauber F1 Team | F1.09    | BMW P86/9 2.4 V8   | B     | Robert Kubica Nick Heidfeld                    | 36     | 6    |
| 2010  | BMW Sauber F1 Team | C29      | Ferrari 056 2.4 V8 | B     | Pedro de la Rosa Nick Heidfeld Kamui Kobayashi | 44     | 8    |